# Ежак, Татьяна Евгеньевна
Татьяна Евгеньевна Ежак (до 2020 — Юринская; род. 25 января 1996, Красноярск) — российская волейболистка, доигровщица. Чемпионка летней Универсиады 2017 года в составе сборной России.

## Биография
Татьяна Евгеньевна Юринская родилась 25 января 1996 года в городе Зеленогорск Красноярского края. Начала заниматься волейболом в 9 лет под руководством Елены Владимировны Захаренка в СШОР «Старт».
С 2013 по 2015 год выступала за краснодарское «Динамо». С 2015 по 2019 год играла за «Заречье-Одинцово».
В 2017 году в составе сборной России стала победительницей летней Универсиады.
В мае 2018 года вошла в заявку сборной России на Лигу Наций.
В 2019 году перешла в команду «Локомотив», с которым в 2020 стала серебряным призёром чемпионата России, а в 2021 — чемпионкой России.

## Достижения

### С клубом
- двукратная чемпионка России — 2021, 2022;
  - серебряный призёр чемпионата России 2020.
- серебряный (2021) и бронзовый (2019) призёр розыгрышей Кубка России.

### Со сборной
- Чемпионка летней Универсиады 2017.